# اوهنیشسانی
اوهنیشسانی (به چکی: Ohnišťany) یک منطقهٔ مسکونی در جمهوری چک است که در ناحیه هرادتس کرالووه واقع شده‌است. اوهنیشسانی ۳۱۷ نفر جمعیت دارد.